# Committee on Uniform Security Identification Procedures
Das Committee on Uniform Security Identification Procedures (CUSIP) ist ähnlich der deutschen Wertpapierkennnummer (WKN) ein Identifikationssystem für Wertpapiere und eine sogenannte National Securities Identifying Number. CUSIPs sind neunstellige, alphanumerische Identifikationskürzel, die in Nordamerika verwendet werden. Das System gehört zu der American Bankers Association (ABA) und wird von Standard & Poor’s betrieben.

## CUSIP Avox Business Reference Entity identifier (CABRE)
Im Frühjahr 2009 kündigten Avox (ein Tochterunternehmen der Gruppe Deutsche Börse) und CUSIP Global Services eine Zusammenarbeit an, um ein neues universelles Unternehmenskennungssystem mit der Bezeichnung „CABRE“ (CUSIP Avox Business Reference Entity identifier) einzuführen. Dieses soll zukünftig weltweit für Emittenten, Schuldner und Gegenparteien geführt und eingesetzt werden. Die CABRE-Kennung wird demnach ein Code mit 10 Zeichen sein, der den Bestandskunden von Avox- und S&P/CUSIP zusätzlich zu den bestehenden Dienstleistungen bereitsteht.

## Umwandlung
Die ISIN für amerikanische und kanadische Unternehmen besteht aus der Landeskennung, der CUSIP sowie einer Prüfziffer. (Beispiel: 91843L103 → US91843L1035).